# The Jackson 5 Christmas Album
Albums de Jackson Five
Third Album
(1970) Maybe Tomorrow
(1971)
Singles
1. Santa Claus Is Coming to Town
Sortie : Novembre 1970
2. Give Love On Christmas Day
Sortie : 1986
3. Up To The Housetop
Sortie : 1987

Jackson 5 Christmas Album est un album spécial Noël (quatrième album en tout) du groupe américain Jackson 5 sorti sous le label Motown le 15 octobre 1970. Cet album a été réédité en 2009, avec une nouvelle pochette de disque et incluant 10 titres inédits.

## Pochette
Design : Katherine Marking, Alana Coghlan.

## Titres
1. Have Yourself a Merry Little Christmas - Hugh Martin / Ralph Blane - 5:23
2. Santa Claus Is Coming to Town - Haven Gillespie / J. Fred Coots - 2:28
3. The Christmas Song - Mel Tormé / Robert Wells - 2:56
4. Up on the Housetop - - 3:20
5. Frosty the Snowman - Jack Rollins / Steve Edward Nelson - 2:42
6. The Little Drummer Boy - Harry Simeone / Henry Onorati / Katherine Davis - 3:19
7. Rudolph the Red-Nosed Reindeer - Johnny Marks - 2:37
8. Christmas Won't Be the Same This Year - Leon Ware / Pam Sawyer - 2:34
9. Give Love on Christmas Day - Berry Gordy / Deke Richards / Fonce Mizell / Freddie Perren - 2:59
10. Someday at Christmas - Bryan Wells / Ron Miller - 2:48
11. Saw Mommy Kissing Santa Claus - Tommie Connors - 2:59
2009 Ultimate Christmas Collection (bonus tracks)
12. Season's Greetings from Michael Jackson - 0:09
13. Little Christmas Tree (Clinton/Wayne) - 3:37
14. Season's Greetings from Tito - 0:06
15. Up On The Housetop - DJ Spinna Re-Edit - 5:00
16. Season's Greetings from Jackie Jackson - 0:07
17. Rudolph the Red-Nosed Reindeer (Stripped Mix) - 3:04
18. Season's Greetings from Jermaine Jackson - 0:07
19. Someday At Christmas (Stripped Mix) - 2:44
20. Give Love On Christmas Day (Group A Cappella Version) - 3:37
21. J5 Christmas Medley - 3:59